# Earias venusta
Earias venusta är en fjärilsart som beskrevs av W. Warren 1916. Earias venusta ingår i släktet Earias och familjen trågspinnare. Inga underarter finns listade i Catalogue of Life.